# De Vier Huizen (boerderij)
De Vier Huizen is een boerderij in Wilsele-Putkapel, een deelgemeente van Leuven. De boerderij werd opgericht rond 1660 door Michiel Van Hooyveldt en is een van de oudste nog bestaande gebouwen in Wilsele-Putkapel. Sinds 1977 is deze boerderij een woning zonder agrarische functie.

## Locatie
De boerderij bestaat uit vier huizen, waarvan zijn naam dus ook is afgeleid, en lag te midden van velden aan de Eendebroekstraat (toen Engebroeckstraat). Wilsele-Putkapel was toen niet meer dan een boerengemeenschap met een dertigtal boerderijen in omstreken. Er waren veel velden rond dit huis waarvan nu nog maar enkele velden behouden zijn. Deze velden zijn bijna allemaal nog in handen van de familie Geleyns, die de laatste boeren waren die De Vier Huize bewoonden totdat ze gingen uitbreidden en een nieuwe boerderij bouwden, 't Engebroeckhof. Er is een straat in Wilsele-Putkapel vernoemd naar De Vier Huizen, de Vierhuizenstraat, ironisch genoeg niet de straat waarin de boerderij zelf staat, maar een aangrenzende straat.

## Beheerders van de boerderij
De boerderij werd oorspronkelijk beheerd door de familie van Hooyveldt. Later huwde de dochter van Martinus Van Hooyveldt, Maria Van Hooyveldt, met Henricus Geleyns, die de boerderij erfde na de dood van Martinus Van Hooyveldt.

### Familie van Hooyveldt (1660-1781)
- Michiel van Hooyveldt (1660-1724)
- Martinus van Hooyveldt (1724-1781)

### Familie Geleyns (1781-1977)
- Henricus Geleyns (1781-1805)
- Joannes Geleyns (1805-1833)
- Joannes Henricus Geleyns (1833-1892)
- Petrus Fredericus Geleyns (1892-1928)
- Victor Elisa Jozef Geleyns (1928-1967)
- Josse Jozef Marie Geleyns (1967-1993)

## Heden
In 1993 wisselde de boerderij opnieuw van eigenaar. De voormalige boerderij is nu een woning op privéterrein en heeft geen agrarische functie meer. Het complex is meer dan 350 jaar oud en is reeds meerdere keren gerestaureerd.

## Voetnoot
1. ↑  Boerderij 't Engebroeckhof: Historie